# Fall of a Season
Fall of a Season war eine deutsche Metalcore-Band.

## Geschichte
Die in Genthin beheimatete Gruppe wurde Anfang 2001 gegründet. Nach nicht mal einem Jahr nach der Gründung und zahlreichen Auftritten mit bekannten Bands wie Unearth, Heaven Shall Burn oder Liar wurden sie vom österreichischen Label Burning Season Records unter Vertrag genommen. Es folgten eine Mini-CD sowie eine Split-CD mit der brasilianischen Metalcore-Band Confronto, wodurch sie sich nicht nur national einen Namen machten. Gegen Ende 2004 veröffentlichten sie auf dem Label Circulation Records ihr Debüt-Album Decades in a Bleeding World, für welches sie vorwiegend positive Kritiken erhielten. Die Band bereitete sich auf ihr neues Album vor, gab dann aber im Oktober 2007 die Trennung bekannt.

## Diskografie
- 2003: After the Last Breath...
- 2004: Dedicated to the Fears (Split mit Confronto)
- 2004: Decades in a Bleeding World

## Aktuelle Projekte
Anfang 2008 starteten die Mitglieder von Fall of a Season ein neues Projekt unter dem Bandnamen A Friend's History. Derzeit gibt es drei Demosongs auf deren Myspace Webseite zu hören. Diese Songs wurden wie auch das Debüt-Album von Fall of a Season vom dänischen Produzenten Tue Madsen gemixt und gemastert.